# 3-4-3

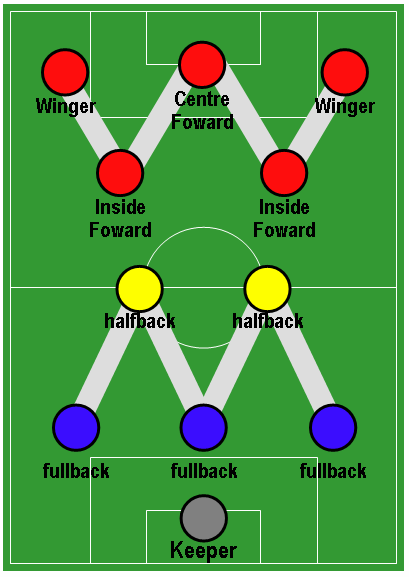
il sistema WM

Il 3-4-3 moderno

Il 3-4-3 è un modulo di gioco del calcio. Consiste nello schierare 3 difensori, 4 centrocampisti e 3 attaccanti.

## Il modulo
L'origine dello schieramento, sebbene con modalità differenti, va ricondotta al WM.

### WM (sistema)
Il modulo è più conosciuto come sistema, mentre il nome WM è ricavato dalla forma della disposizione che assumono in campo i giocatori. Rappresentava un'evoluzione della piramide, data dal fatto che al reparto difensivo si aggiungeva un centrocampista; i due interni offensivi arretravano invece in mediana, disponendosi a rombo (3-2-2-3). Nel tridente offensivo, trovavano spazio due esterni (ali) e una punta centrale (centravanti).
La prima squadra a farvi ricorso, negli anni trenta, fu l'inglese Arsenal. In seguito, si diffuse anche in Italia dove - per la prima volta - venne utilizzato dal Genoa.

### 3-4-3 moderno
L'impiego del 3-4-3 nel gioco moderno è derivato dal calcio totale olandese, affermatosi a livello internazionale nel corso degli anni settanta. Per quanto riguarda la difesa, il centrale assume funzioni di stopper o libero: oltre a dover contrastare gli avversari, si occupa anche di far ripartire il contropiede e, talvolta, di costruire il gioco (come fosse un regista arretrato). Gli altri difensori fungono da terzini, con compiti di marcatura. In fase di non possesso, il reparto può contare sull'arretramento degli esterni di centrocampo, formando una difesa a 5 elementi, mentre il trio d'attacco mantiene le stesse posizioni del sistema, con le ali a supporto del centravanti; in caso di necessità, sono i laterali ad arretrare per collaborare con i centrocampisti. (come in un 5-4-1): i mediani rimangono invece nella zona centrale del rettangolo, agendo da filtro.

## Squadre che hanno utilizzato il 3-4-3
- Il Barcellona di Johan Cruijff, vincitore di 4 campionati spagnoli, una Coppa dei Campioni ed una Supercoppa Europea tra il 1991 e il 1994.[8]
- Il Milan di Alberto Zaccheroni,[9] vincitore del campionato italiano nell'edizione 1998-99.[10]
- Il Bayern Monaco di Ottmar Hitzfeld vincitore della UEFA Champions League 2000-2001 e finalista della UEFA Champions League 1998-1999.
- La Nazionale di calcio del Brasile di Luiz Felipe Scolari vincitrice del Campionato mondiale di calcio 2002.[11]
- La Nazionale di calcio della Corea del Sud di Guus Hiddink semifinalista del Campionato mondiale di calcio 2002.[12]
- Il Chelsea Football Club di Antonio Conte vincitore della Premier League 2016-2017 e della FA Cup 2017-2018.[13]
- Il Chelsea Football Club di Thomas Tuchel vincitore della UEFA Champions League 2020-2021.[14]
- L'Eintracht Francoforte di Oliver Glasner vincitore della UEFA Europa League 2021-2022.[15]